# クラーク像
クラーク像（クラークぞう）は、ウィリアム・スミス・クラークの像である。北海道大学構内の「ウィリアム.S.クラーク胸像」、さっぽろ羊ヶ丘展望台の「丘の上のクラーク」の2つが著名。本記事では、それ以外の像についても記述する。

## 現存像

### ウィリアム.S.クラーク胸像

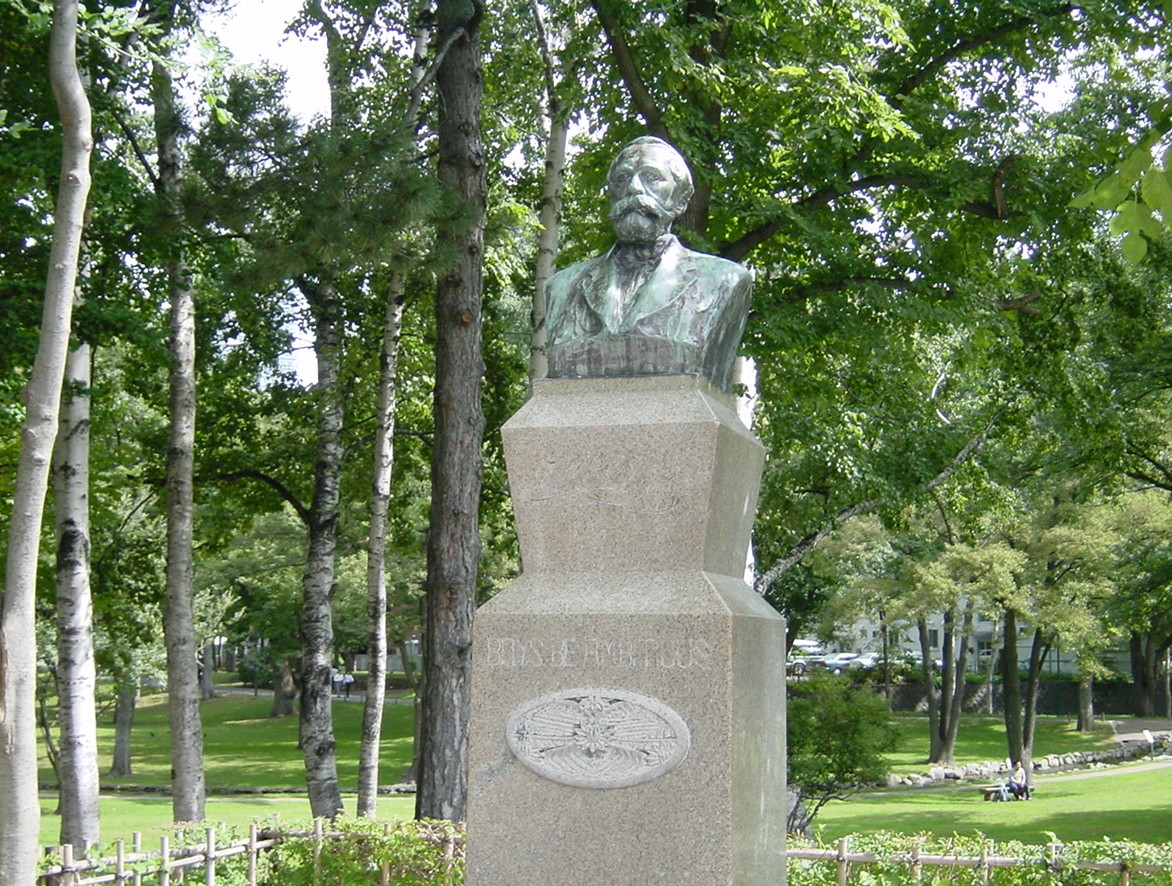
北海道大学（古河記念講堂前）のクラーク胸像

正式名称は「ウィリアム.S.クラーク胸像」、「W.S.クラーク胸像」とも略される。北海道大学構内、中央ローン北西角（古河記念講堂前）に設置されている。
初代の像は田嶼碩朗の制作で1926年（大正15年）5月14日に建立されたが、太平洋戦争中の1943年（昭和18年）6月に、金属類回収令によって供出された。
現存するのは二代目の像である。田嶼が1946年（昭和21年）に死去した後、田嶼が制作した石膏原型（2016年現在、札幌独立キリスト教会に保存されている）を使用し、加藤顕清の監修で再鋳造して、1948年（昭和23年）10月に建立したもの。
二代目像は、背面に田嶼の名が刻されているにもかかわらず、加藤が「制作」した像であると長年にわたって誤伝されてきた。
札幌芸術の森美術館・副館長の吉崎元章は、現存する石膏原型を田嶼が作る過程で撮影された「粘土状態のクラーク像」の写真を検討し、現存する二代目像と形状が同じであることから、二代目像の制作者は田嶼のみをクレジットするのが妥当であると述べている。

### 丘の上のクラーク

さっぽろ羊ヶ丘展望台の全身像「丘の上のクラーク」

正式名称は「丘の上のクラーク」。北海道札幌市豊平区羊ヶ丘のさっぽろ羊ヶ丘展望台に所在。
さっぽろ羊ヶ丘展望台の開業当初（1959年）にはまだ存在しなかった。当時、単にクラーク像と言えば大正時代から存在する上述の胸像が有名であり、観光客も多く訪れていた。しかし、大学構内にある胸像であるために学生の学業に支障を来たしたことから、大学側が北海道大学構内への観光目的での車両の入構を禁止したことを契機とし、クラーク来道（北海道大学創基）100周年、アメリカ合衆国建国200周年に合わせて1976年に坂坦道が作成した。右手を挙げるポーズは「遙か彼方にある永遠の真理」を指しており、「（そこに向かい）大志を抱け (Boys, Be Ambitious)」の思いが込められている。
設置後初となる修復と再塗装が行われ、2023年（令和5年）4月16日に除幕式が行われた。

### その他のクラーク像
北海道大学構内
- 大学本部の大会議室に設置される胸像[17]。石膏製。
- クラーク会館2階のロビーに設置される胸像[17]。
- 保健管理センターに設置される胸像[17]。
- 附属図書館北方資料室で保管される胸像[17]。
- 北海道大学植物園内の宮部金吾記念館にある胸像[18]。

その他
- 札幌独立キリスト教会に2013年に設置された胸像。ブロンズ像。北大構内の「ウィリアム.S.クラーク胸像」の石膏原型（田嶼碩朗が制作。2016年現在も同教会に保存されている）を用いて鋳造したもの。[9]
- 北海道大学がマサチューセッツ大学に寄贈した胸像。
- 横顔が彫られたレリーフが取り付けられている、高さ6メートルの北海道北広島市にある旧島松駅逓所のクラーク記念碑[19][20]。1950年（昭和25年）建立[19]。
- 札幌市時計台2階に設置されている像。2017年建立[21]。